# Mykonos-Stad
Aan de westkust van het eiland Mykonos ligt Mykonos-Stad (Grieks: Μύκονος), ook wel “Chora” (hoofdstad) (Grieks: Χώρα)  genoemd. Het ligt op een schiereiland, waarbij zich in het noordelijke gedeelte de jachthaven en de nieuwe grote haven bevindt. De haven van Chora onderhoudt vele bootverbindingen met Piraeus en de andere Cycladeneilanden.

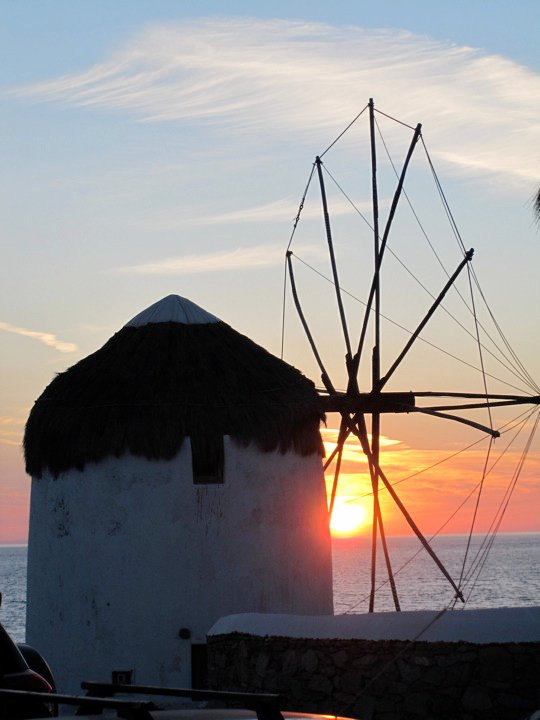
Windmolen op Mykonos

Mykonos-stad is opgebouwd uit blokvormige witte huisjes met platte daken. De daken zijn bewust plat, om het weinige regenwater dat er valt op te kunnen vangen. De witte huizen met blauwe en rode kozijnen en deuren,  de smalle kronkelige straatjes straatjes met kiezelstenen en de vele kleine witte kapellen met hemelsblauwe koepels geven deze stad het typisch Cycladische uiterlijk.

## Windmolens
Het eiland Mykonos staat bekend om zijn windmolens. De meeste werden gebouwd in of rond de haven en de Alefkantra-buurt van Mykonos-Stad. Ooit gebruik voor het vermalen van o.a. tarwe zijn het inmiddels beeldbepalende elementen op Mykonos geworden en een toeristische trekpleisters die op vele foto's die op het eiland gemaakt worden te zien zijn.

## Kastro
De oudste wijk van de stad ligt rond de antieke Kastro (het kasteelgebied) en wordt daarom het Kasteelkwartier genoemd. De beroemdste kerk van Mykonos is de Panagía Paraportianí. De fronten zijn asymmetrisch ontworpen, de architectuur is in het hele land buitengewoon en uniek. Het  is eigenlijk een complex van vijf kerken. De eerste vier werden gebouwd tussen de 14e en de 17e eeuw vormden een basis en daarop werd de  5e, Panagia Paraportiani (gewijd aan de Maagd Maria), gebouwd. De naam Paraportiani betekent "de zijdeur" en verwijst naar het feit dat de oorspronkelijke kerk naast de noordwestelijke zijdeur lag van de middeleeuwse muren die de oude stad omringden en beschermden.

## Alefkantra / Klein Venetië
Ten zuiden van Kasto is er een door de Turken gebouwd gebied: het stadsdeel Alefkantra, ook bekend als Klein Venetië. Het werd rond het midden van de 18e eeuw gebouwd als een wijk voor rijke kooplieden, zeilkapiteinen en booteigenaren. De wijk waarvan de huizen en gebouwen direct aan het water werden gebouwsd werd gebruikt om zeilers snel goederen te laten laden en lossen op de boten, en de smalle straten werden gemaakt met een doolhof-logica om de piraten die erin slaagden voet aan de grond te krijgen te laten verdwalen. Door de zeer karakteristieke architectuur, houten balkons die boven het water hangen, kleurrijke muren en het uitzicht op de ondergaande zon aan de zee, heeft dit stadsdeel in de loop van de jaren talloze romans en kunstwerken geïnspireerd. Sommige van de oude huizen zijn nu bars, taverna's en clubs en een paar zijn privé-woningen gebleven.